# Королевская академия истории
Королевская академия истории (исп. Real Academia de la Historia) — испанская научная организация.

## История
Идея о создании исторической академии возникла на собраниях учёных в Мадридской королевской библиотеке в 1735 году. Спустя три года академия была основана указом Филиппа V, который объявил целью новой организации покровительство историческим исследованиям, представляющих в наиболее благоприятном свете достижения испанского государства. В конце XVIII века испанский юрист Гаспар Ховельянос провёл работу над уставом академии, что позволило ей получить окончательное организационное оформление. В 1938 году Королевская академия истории вошла в состав Института Испании.

## Издания
- «Boletin de la Real Academia de la historia» (выходит с 1877)[3].

## Сайт
На сайте Академии опубликован электронный биографический словарь о множестве персонажей истории Испании.